# Prasittichai Perm
Prasittichai Perm (thailändisch ประสิทธิชัย เพิ่ม, * 3. März 1999) ist ein thailändischer Fußballspieler.

## Karriere

### Verein
Prasittichai Perm spielte bis Mitte 2018 in der zweiten Mannschaft des Erstligisten Pattaya United in Pattaya. Die Mannschaft spielte in der vierten Liga, der Thai League 4, in der Eastern Region. Die Rückserie stand er im Kader der ersten Mannschaft. Die erste Mannschaft spielte in der ersten Liga, der Thai League. 2019 wechselte er nach Sukhothai zum Ligakonkurrenten Sukhothai FC. Hier kam er die Saison 2019 nicht zum Einsatz. 2020 wurde er an den Erstligaabsteiger Chainat Hornbill FC nach Chainat ausgeliehen. Mit dem Club spielt er in der zweiten Liga des Landes, der Thai League 2. Sein Debüt im bezahlten Fußball gab er am 1. März 2020 beim Spiel gegen den Uthai Thani FC, als er in der 54. Minute für Kandanai Thawornsak eingewechselt wurde. Mitte 2020 kehrte er nach der Ausleihe nach Sukhothai zurück. Für Sukhothai absolvierte er ein Erstligaspiel. Ende Dezember 2020 unterschrieb er einen Vertrag beim Krabi FC. Der Verein aus Krabi spielte in der dritten Liga, der Thai League 3. Hier trat Krabi in der Southern Region an. Zu Beginn der Saison 2021/22 wechselte er nach Surat Thani zum Ligakonkurrenten MH Khon Surat City FC. Für den Klub absolvierte er 16 Drittligaspiele. Im Juni 2022 wechselte er in die zweite Liga, wo er sich dem Aufsteiger Uthai Thani FC anschloss. Am Ende der Saison wurde er mit dem Verein aus Uthai Thani Tabellendritter und qualifizierte sich somit für die Aufstiegsspiele zur ersten Liga. Hier konnte man sich im Finale gegen den Customs United FC durchsetzen und stieg in die erste Liga auf. Nach insgesamt 25 Ligaspielen wurde sein Vertrag im Dezember 2023 nicht verlängert. Im gleichen Monat unterschrieb er einen Vertrag beim Zweitligisten Nakhon Ratchasima FC. Am Ende der Saison 2023/24 feierte er mit dem Verein aus Nakhon Ratchasima die Meisterschaft der zweiten Liga sowie den direkten Wiederaufstieg in die erste Liga. Nach 14 Ligaspielen wurde sein Vertrag im Sommer 2025 nicht verlängert. Im Juli 2025 schloss er sich dem Zweitligisten Mahasarakham SBT FC an.

### Nationalmannschaft
Prasittichai Perm spielte bisher neunmal in der thailändischen U19-Nationalmannschaft.

## Erfolge
Nakhon Ratchasima FC
- Thailändischer Zweitligameister: 2023/24  ▲